# دان ماكورماك
دان ماكورماك (بالإنجليزية: Dan McCormack)‏ هو مصور أمريكي، ولد في 22 يناير 1944.